# 奥里马斯·迪季巴利斯
奥里马斯·迪季巴利斯（1991年6月13日—）是一名立陶宛男子举重运动员，主攻94公斤级。他于2012年因未能通过药检而被取消他在欧洲举重锦标赛上的所有成绩，同时也无缘参加2012年伦敦奥运。2016年，他获得里约奥运参赛资格，结果在男子94公斤级项目上以392公斤的成绩夺得铜牌，成为历史上首位代表立陶宛夺得奥运举重奖牌的选手。同年，他获得该年年度最佳立陶宛男运动员奖。